# Hübnersmühle
Hübnersmühle ist ein Gemeindeteil des Marktes Grafengehaig im Landkreis Kulmbach (Oberfranken, Bayern). Hübnersmühle liegt in der Gemarkung Weidmes.

## Geografie
Die Einöde liegt im tief eingeschnittenen Tal des Großen Rehbachs und des Goldenen Brünnleins, der dort als linker Zufluss mündet. Ein Wirtschaftsweg führt nach Guttenberger Hammer (0,6 km nordöstlich).

## Geschichte
Gegen Ende des 18. Jahrhunderts war Hübnersmühle eine Mahl-, Schlag- und Schneidmühle. Das Hochgericht übte das Burggericht Guttenberg aus. Es hatte ggf. an das bambergische Centamt Marktschorgast auszuliefern. Die Grundherrschaft oblag dem Burggericht Guttenberg.
Mit dem Gemeindeedikt wurde Hübnersmühle dem 1812 gebildeten Steuerdistrikt Guttenberg und der Gemeinde Weidmes zugewiesen. Am 1. Januar 1972 wurde Weidmes im Zuge der Gebietsreform in Bayern in die Gemeinde Grafengehaig eingegliedert.

### Baudenkmal
- Haus Nr. 1: Wohnhaus mit Mahlmühle

### Einwohnerentwicklung
| Jahr      | 001818 | 001819 | 001861 | 001871 | 001885 | 001900 | 001925 | 001950 | 001961 | 001970 | 001987 |
| Einwohner |        | 17     | 24     | 14     | 15     | 11     | 11     | 9      | 3      | 0      | 0      |
| Häuser    | 1      |        |        |        | 2      | 1      | 2      | 1      | 1      |        | 1      |
| Quelle    | [ 6 ]  | [ 9 ]  | [ 10 ] | [ 11 ] | [ 12 ] | [ 13 ] | [ 14 ] | [ 15 ] | [ 16 ] | [ 17 ] | [ 1 ]  |

## Religion
Die Protestanten gehören zur Pfarrei Zum Heiligen Geist (Grafengehaig), die Katholiken waren ursprünglich nach Mariä Heimsuchung in Marienweiher gepfarrt, kamen dann in der zweiten Hälfte des 20. Jahrhunderts zur Pfarrei St. Jakobus der Jüngere (Guttenberg).